# ستراشوه
ستراشوه (به لهستانی:  Straszewy) یک روستا در لهستان است که در گمینا لوبوویز واقع شده‌است.